# Нодия, Леван Георгиевич
Леван Георгиевич Нодия (груз. ლევან გიორგის ძე ნოდია, 5 января 1949, Кутаиси) — советский футболист, нападающий. Мастер спорта СССР (1967), кавалер Ордена Чести (Грузия).
Его старший брат — Гиви Нодия (1948—2005). В футболе с 1959 года, первый тренер Карло Хурцидзе. С 1966 по 1967 год выступал за кутаисское «Торпедо». В 1967 году перешёл в «Динамо» Тбилиси. В 1976 году вернулся в «Торпедо», где завершил карьеру.
Привлекался в молодёжную сборную СССР

## Достижения
- Бронзовый призёр чемпионата СССР (3): 1969, 1971, 1972 (в составе «Динамо» Тбилиси)
- Победитель юношеского чемпионата Европы: 1967